# Nunspeet vasútállomás
Nunspeet vasútállomás Hollandiában, Nunspeet városában.

## Vasútvonalak
Az állomást az alábbi vasútvonalak érintik:
- Utrecht–Kampen-vasútvonal

## Kapcsolódó állomások
A vasútállomáshoz az alábbi állomások vannak a legközelebb:
- ’t Harde vasútállomás
- Harderwijk vasútállomás